# Casearia mayana
Casearia mayana är en videväxtart som beskrevs av Cyrus Longworth Lundell. Casearia mayana ingår i släktet Casearia och familjen videväxter. Inga underarter finns listade i Catalogue of Life.